# (3617) Eicher
(3617) Eicher (1984 LJ) – planetoida z grupy pasa głównego asteroid okrążająca Słońce w ciągu 4,26 lat w średniej odległości 2,63 au Odkrył ją Brian Skiff 2 czerwca 1984 roku.